# محمد بن حيدر القبي النعمي
محمد بن حيدر القبي النعمي قاضٍ ومؤرخ من منطقة جازان، عاش في مرحلة حكم الدولة العثمانية لجازان حتى سقطت، وفي دولة الأدراسة حتى سقطت، وفي بدايات المملكة العربية السعودية حيث ما لبث أن قتل، اسمه محمد بن حيدر بن ناصر بن هادي بن عز الدين بن علي بن محمد بن الحسن بن الهادي بن محمد بن المساوى بن عقيل بن الحسن بن محمد بن جحيش بن عطية بن أحمد بن محمد بن سالم بن يحيى بن مهنا بن سرور بن نعمة الأصغر بن علي بن فليتة بن الحسين بن يوسف بن نعمة الأكبر بن علي بن داود بن سليمان بن عبد الله بن موسى بن عبد الله بن الحسن بن الحسن بن علي بن أبي طالب القبي النعمي الهاشمي القرشي، ولد بقرية الملحاء التابعة لبيش.

## نشأته وطلبه للعلم
نشأ النعمي في حجر والده، وطلب العلم في أكثر من جهه، وأخذ في ضمد على القاضي الحسن بن أحمد بن علي الضمدي، والقاضي عبد الرحمن بن محمد الكناني، والقاضي محمد بن علي بن يحيى بن عبد الكريم الزكري، ثم رحل إلى أبو عريش وأخذ عن القاضي إسماعيل بن الحسن الشهير بعاكش، ثم رحل إلى صعدة وسار منها إلى ضحيان سنة 1315 هـ وأخذ عن القاضي مصلح درمان، والسيد الحسين بن محمد الحوثي، والسيد العماد يحيى بن حسين الطيب الذروي، والسيد علي بن يحيى العجري المؤيدي ولازمه مدة هجرته بضحيان وقرأ عليه الثلاثين مسألة للسحولي وغيرها، وممن أجازه إجازة عامة السيد الحسن بن يحيى القاسمي وأحمد العجري وصنوه عبد الله، والسيد عبد الدين عبد الله العنثري، وعبد الكريم بن عبد الله، وعبد الرحمن بن عبد الله العنثري، والقاضي محمد بن عبد الله بن لطف الله الغالبي وأجازه إجازة عامة، والقاضي العلامة إبراهيم بن عبد الله الغالبي، والقاضي علي بن أحمد اليماني الصنعاني عندما لقيه بمدينة صبياء عند توجهه إلى الحج فأجازه إجازة عامة في سائر العلوم .

## حياته العلمية
ولي النعمي القضاء بصبياء من جهة الإمام محمد بن علي الإدريسي، ولما تقهقرت الامارة بموت محمد بن علي الإدريسي وقيام ولده علي بن محمد بالقبض على بعض ممن عينهم أبوه في القضاء والعمال ونفيهم إلى عدن وكان منهم النعمي، حيث سار إلى عدن ثم إلى الحديدة وقد دخلها أصحاب الإمام يحيى ورافقهم ولي العهد يومئذ وأقام محمد بن حيدر بصنعاء وأستجاز من الحسين بن علي العمري فأجازه وكان إثر ذلك متوليا القضاء على بلاد اللحية .

## مؤلفاته
- تحفة الناظر وبغية الناظر.
- عقود الجمان.
- الوشاح من تعليق ابن مفتاح ومانضم إليه من الحواشي الصحاح.
- الجواهر اللطاف المتوجة بها هامات الأشراف من سكان صبيا والمخلاف المغني بإضاءتها شرقات السلاف.
- الحاوي لتراجم أعيان المخلاف السليماني.
- شبك الذهب.

## وفاته
لما كانت الثورة من الحسن بن علي بن محمد الادريسي على أمراء الملك عبد العزيز في جازان وما جاورها قتل بسببها النعمي في صبياء في داره عام 1351 هـ لاتهامه بالتدخل في الثورة وقتل معه أحد أخوانه، واخذ من داره جميع ماحواه الدار من المال والنفائس والخيل وماعنده من خزائن الكتب .